# Pseudostixis kivuensis
Pseudostixis kivuensis là một loài bọ cánh cứng trong họ Cerambycidae.